# Porodica Toptani
Porodica Toptani (porodica Topija pre islamizacije) je jedna od najstarijih albanskih feudalnih porodica i jedna od nekoliko koje su preuzele kontrolu nad delom teritorije Srpskog carstva cara Dušana posle smrti cara Dušana i raspada njegovog carstva 1355. godine. Karlo Topija (sin Andreje Topije koji je sin najstarijeg poznatog, mada ne i u istorijskim izvorima u potpunosti dokumentovanog, predstavnika ove porodice Tanuša Topije) i vanbračne ćerke napuljskog kralja Roberta I Anžujskog i vladao je delom današnje Albanije u periodu između 1359. i 1388. godine. Na vrhuncu njegove moći ova teritorija je obuhvatala oblast Mat, Elbasan, Drač, Kroju, Petrelu i područje oko Skadra. Karlo Topoja sagradio je 1382. manastir Svetog Jovana Vladimira u Elbasanu na mestu crkve koju je nekad podigao Jovan Vladimir, a 1385. je zaratio sa Balšićima. Na zapisu ploče koja je napisana na latinskom, grčkom i srpskom jeziku u tom manastiru stoji da je Topija srodnik francuskog kralja. Ipak, krajem 14. veka porodica Kastrioti je preuzela kontrolu nad najvećim delom priobalnog dela današnje Albanije.
Esad Paša Toptani je potomak porodice Topija, a poznat je što je bio saveznik Srbije u Prvom svetskom ratu.